# Břetislav Bartoš
Břetislav Bartoš (7. května 1893 Frenštát pod Radhoštěm – 28. června 1926 Dolní Mokropsy) byl český malíř.

## Životopis

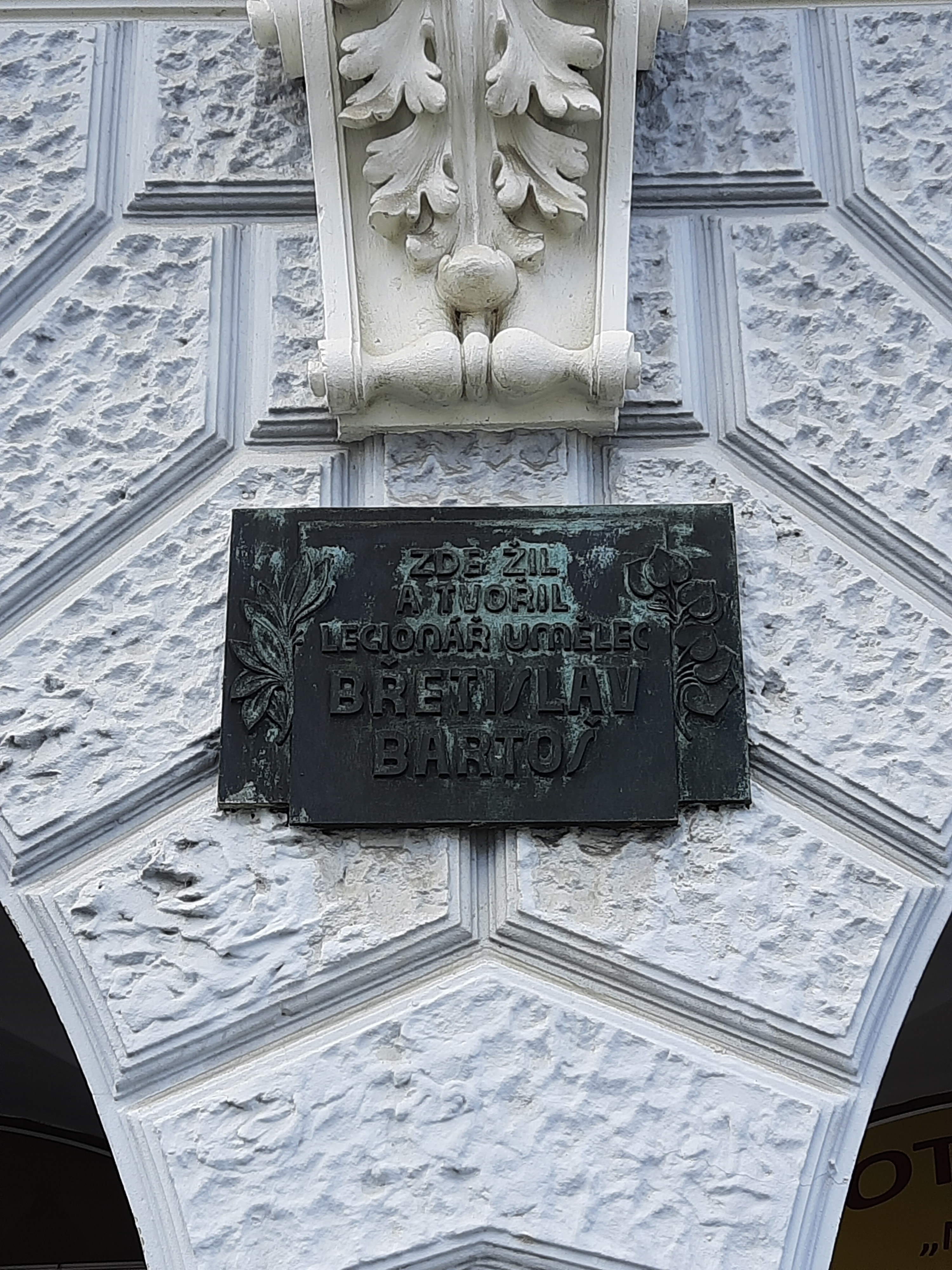
Pamětní deska na domě č. 20 na frenštátském náměstí Míru, kde Bartoš žil a pracoval

Narodil se ve Frenštátu pod Radhoštěm na východní Moravě. Během svých studií na pražské Akademii v letech 1909 až 1914 byl jedním z posledních žáků profesora Hanuše Schwaigera. V roce 1914 byl spoluzakladatelem uměleckého spolku Koliba (moravský protějšek pražské Umělecké besedy se kterou také vystavoval).
Bojoval v 1. světové válce jako legionář v Itálii a ve volných chvílích maloval obrazy zachytávající momenty z fronty. Ilustroval také Slezské písně Petra Bezruče. Zemřel velmi mladý na TBC.
V roce 2007 se uskutečnila první vernisáž zrekonstruovaného muzea ve Frenštátě. Výstavu zahájila dcera Břetislava Bartoše.

## Dílo
V jeho dílech převažuje barva nad kresbou. Upřednostňoval její hutnost a plošný výraz. V barevnosti používal spíše střízlivé tóny hraničící až se zemitostí. V kompozici příliš neexperimentoval a ve svých dílech nechal dominovat vertikály tvořící střed obrazu tak, jak je typické u renesančních maleb Itálie.
Díla Břetislava Bartoše často mají symbolický podtext. Snažil se ve svých dílech vyjádřit sociální situaci a občas se objevuje i revoluční tematika. Zatímco ve svém raném období maluje spíše zbojníky, v pozdější fázi jsou hlavní představitelé jeho obrazů lidé z šachet a hutí. Velice typický je motiv rodiny vsazený do průmyslového prostředí.

## Galerie

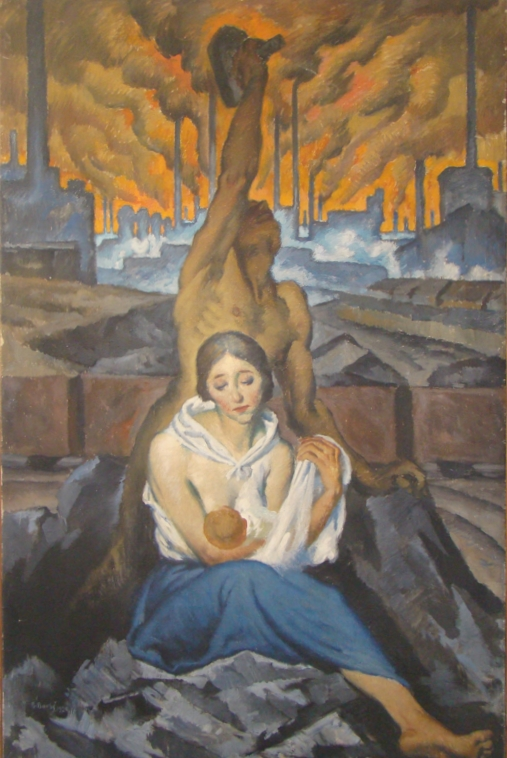
Černá země (1920)
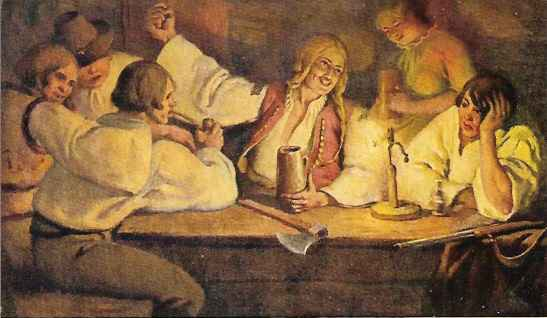
Valaši (1922)
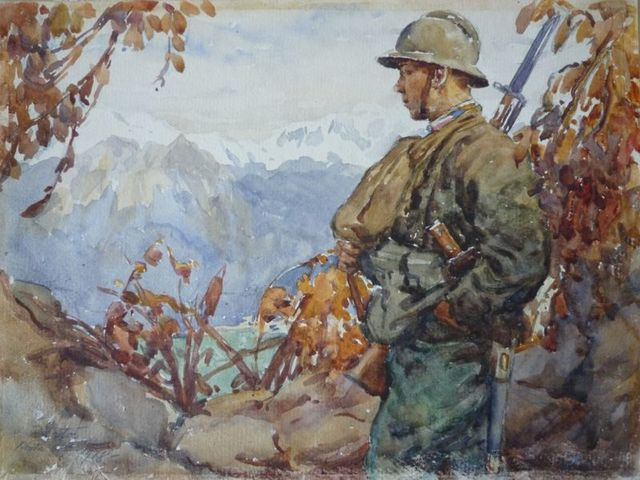
Italský legionář na hlídce
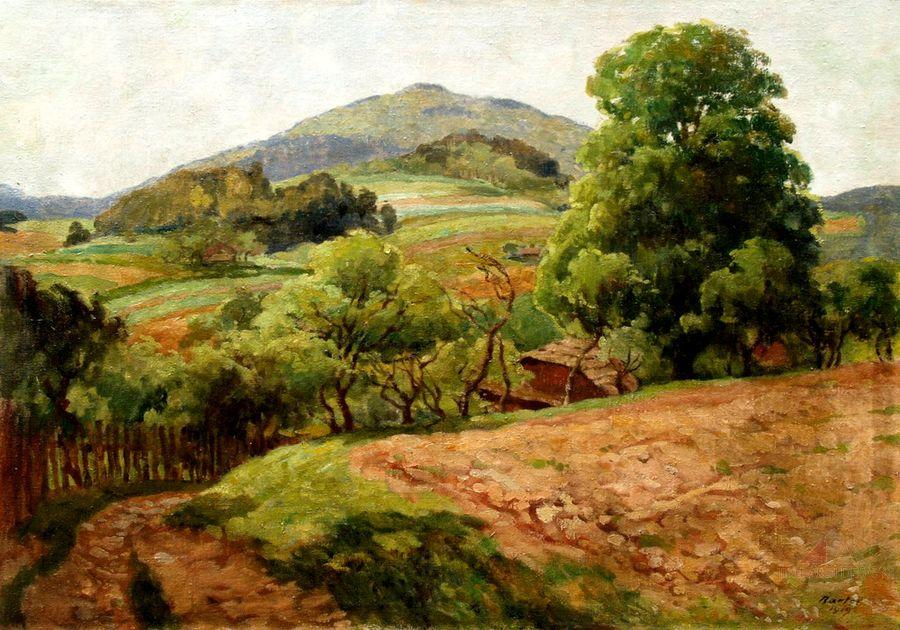
Letní krajina
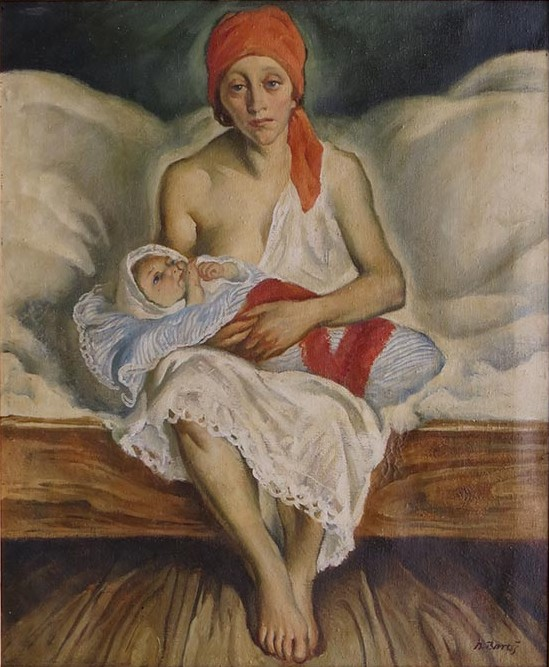
Mladá matka
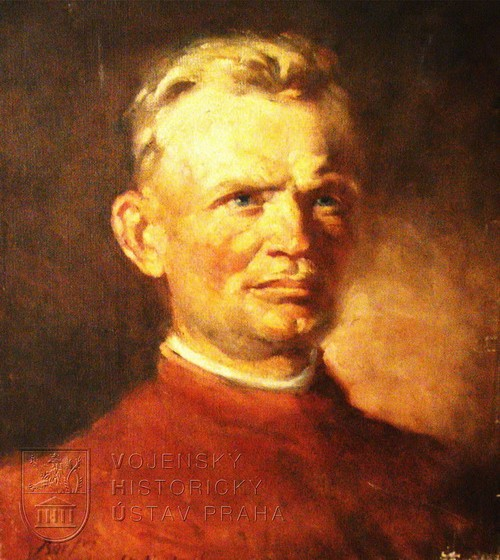
Bratr Jan Čapek (1918)
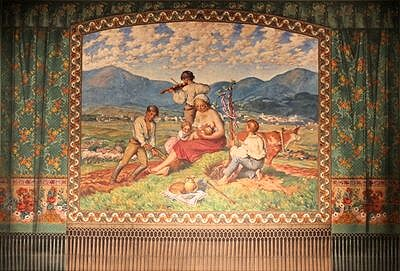
opona „Rodina“ divadelního spolku Sokol ve Frenštátě pod Radhoštěm (1921)